# Diego Benaglio
Diego Orlando Benaglio (* 8. September 1983 in Zürich) ist ein ehemaliger Schweizer Fussballtorhüter, der auch den italienischen Pass besitzt. Er stand zuletzt bei der AS Monaco unter Vertrag und war bis 2014 für die Schweizer Nationalmannschaft aktiv.

## Karriere

### Vereine
Benaglio ging 2002 vom Grasshopper Club Zürich in die deutsche Bundesliga und unterschrieb beim VfB Stuttgart. Dort war er dritter Torhüter des Vereins, zunächst hinter Timo Hildebrand und Thomas Ernst, später hinter Hildebrand und Dirk Heinen. Deshalb kam er, ausgebildet vom Stuttgarter Torhütertrainer Eberhard Trautner, lediglich in der zweiten Mannschaft in der Regionalliga Süd zum Einsatz. Da er in Stuttgart auf Dauer keine Zukunft für sich sah, wechselte er 2005 nach Portugal zu Nacional Funchal in die SuperLiga. Dort erkämpfte er sich einen Stammplatz.
Im Januar 2008 verpflichtete der VfL Wolfsburg den Schweizer Nationaltorhüter, der einen bis Sommer 2012 datierten Vertrag unterschrieb. Er löste damit den bisherigen Stammtorhüter Simon Jentzsch ab. Nachdem er zur Spielzeit 2008/09 die Rückennummer 1 übernommen hatte, erreichte er mit Wolfsburg den ersten Meistertitel in der Vereinsgeschichte. Die nächste Saison verlief wechselhaft für den Schweizer. Am fünften Spieltag erhielt er nach einem Foul die Rote Karte und zwei Spiele Sperre. Im Oktober 2009 verlängerte Benaglio seinen Vertrag beim VfL Wolfsburg bis 2013. Zu Beginn der Rückrunde fiel er mehrere Wochen wegen Knieproblemen aus. Trotzdem blieb er in dieser und auch in der folgenden Saison, in der Wolfsburg bis zum letzten Spieltag gegen den Abstieg kämpfen musste, die Nummer 1 der Niedersachsen.

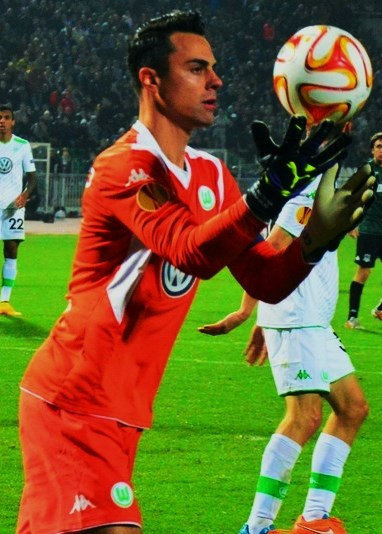
Diego Benaglio beim VfL Wolfsburg (2014)

Ab August 2012 war er Mannschaftscaptain der Wolfsburger als Nachfolger von Christian Träsch.
Nachdem er in der Saison 2016/17 seinen Stammplatz an Koen Casteels verloren hatte, wechselte er im Sommer 2017 zum französischen Meister AS Monaco.
Am 18. August 2020 gab er sein Karriereende bekannt.

### Nationalmannschaft
Für die Schweiz debütierte Benaglio am 3. Juni 2006 im Länderspiel gegen China. Bei der WM 2006 in Deutschland war er hinter Pascal Zuberbühler und Fabio Coltorti noch der dritte Torhüter der Schweizer.
Am 5. Februar 2008 gab der damalige Schweizer Nationaltrainer Jakob Kuhn bekannt, dass er an der EM 2008 in der Schweiz und Österreich auf Diego Benaglio als Stammtorhüter setzen werde. Damit endete eine monatelange Diskussion um die Nummer 1 im Schweizer Tor.
Im ersten Spiel der Schweiz während der WM 2010 gegen den Europameister Spanien gelang es Benaglio, sein Tor frei zu halten, und er ermöglichte damit der Schweiz ihren ersten Sieg über Spanien und den einzigen Schweizer Sieg dieser Weltmeisterschaft.
Im Sommer 2012 nahm er als Captain und als einer von drei älteren Spielern der Olympiamannschaft am Olympischen Fussballturnier in London teil. Für die Schweiz war dies die erste Teilnahme nach 84 Jahren. Nach einem Remis gegen Neuling Gabun sowie Niederlagen gegen Südkorea und Mexiko schied die Schweiz aber bereits nach der Vorrunde aus. Bei der WM 2014 in Brasilien stand Benaglio in jedem Spiel auf dem Platz. Im Spiel gegen Frankreich hielt er einen Penalty von Karim Benzema. Die Schweiz scheiterte im Achtelfinal knapp an Argentinien, wobei das entscheidende Gegentor erst in der 118. Minute fiel.
Am 20. August 2014 gab Benaglio seinen Rücktritt aus der Nationalmannschaft bekannt.

## Erfolge
VfL Wolfsburg
- Deutscher Meister: 2008/09
  - Vizemeister: 2014/15
- DFB-Pokal-Sieger: 2014/15
- DFL-Supercup: 2015

## Nach der aktiven Karriere
Ab Juli 2025 gehört Benaglio dem Aufsichtsrat seines ehemaligen Vereins, dem VfL Wolfsburg, an.

## Auszeichnungen
- Schweizer Fussballer des Jahres: 2009, 2013